# Římskokatolická farnost u kostela Nejsvětější Trojice Praha-Košíře
Římskokatolická farnost u kostela Nejsvětější Trojice Praha-Košíře je územním společenstvím římských katolíků v rámci II. pražského vikariátu pražské arcidiecéze.

## Historie
Nejstarší sakrální stavbou na území košířské farnosti je kaple Nanebevzetí Panny Marie v parku Klamovka na rozhraní Košíř a Smíchova. Dlouho zde neexistovala vlastní duchovní správa, pouze do kaple dojížděli sloužit augustiniáni z kláštera u kostela svatého Tomáše na Malé Straně. Roku 1680 byl zřízen morový hřbitov, který po skončení epidemie začal sloužit jako hlavní pohřebiště pro Malou Stranu, později známé jako Malostranský hřbitov. Původní kaple tohoto hřbitova byla v letech 1831-1837 přestavěna na jednolodní klasicistní kostel Nejsvětější Trojice s věží v průčelí. Z vnitřního zařízení jsou cenné tři obrazy: na hlavním oltáři Nejsv. Trojice a Poslední soud, maloval František Horčička (kolem 1836), na postranních oltářích: sv. Anna – originál P. P. Rubense kopíroval Fr. Mazanec roku 1664, sv. Kříž – malba J. Blanckarta z roku 1787. Ostatní zařízení je novodobé.
Při tomto kostele byla roku 1861 zřízena lokální duchovní správa. Tu začali obstarávat premonstráti ze Strahovského kláštera.
Jelikož rychle rostoucí čtvrti jeden kostel nestačil, byl ve 40. letech 20. století postaven v části Košíř funkcionalistický kostel svatého Jana Nepomuckého. Po dokončení stavby se duchovní správy kostela ujal tehdejší strahovský podpřevor, R.D. Prokop Pittermann, O.Praem.
Samostatná farnost Košíře byla zřízena až v půli 20. století. Farním kostelem se stal kostel Nejsvětější Trojice. Matriční knihy jsou zde vedeny od roku 1861, před tímto datem byly vedeny u farnosti v Liboci.

### Duchovní správci
- od 1. ledna 1995 je farnost administrována R.D. ThDr. Loheliem Zdeňkem Klinderou, O.Praem.

## Současnost
Farnost je tradičně propojena se Strahovským klášterem, z toho důvodu nemá v pravém slova smyslu vlastní faru. Farním aktivitám slouží mimoliturgické prostory v kostele svatého Jana Nepomuckého, duchovní správce bydlí na Strahově. V 90. letech 20. století se ve farnosti usadily Sestry karmelitky svaté Terezie z Florencie (CSTF), které si pro své potřeby adaptovaly dům v Jinonické ulici.
| Kostel                          | Obrázek       | Místo          | Bohoslužba            | Bohoslužba                    | Poznámka                          |
| ------------------------------- | ------------- | -------------- | --------------------- | ----------------------------- | --------------------------------- |
| Kaple Nanebevzetí Panny Marie   |               | Košíře         | pondělí               | 07.30 (mimo červenec a srpen) | kaple                             |
| Kostel svatého Jana Nepomuckého |               | Košíře         | neděle čtvrtek sobota | 09.00 17.00                   | filiální kostel                   |
| Kostel Nejsvětější Trojice      |               | Smíchov - část | neděle středa pátek   | 11.00 17.00                   | farní kostel                      |
| Kaple Edity Stein               |               | Košíře         | pondělí               | 19.00                         | v řeholním domě sester karmelitek |
| Oratorium - Prostor ticha       | Chybí obrázek | Motol          | neděle středa         | 15.00 13.00                   | v Motolské nemocnici              |